# إليشا باين
إليشا باين (بالإنجليزية: Elisha Payne)‏ هو قاضي ومحامي وسياسي أمريكي، ولد في 7 مارس 1731 بكانتربوري في الولايات المتحدة، وتوفي في 20 يوليو 1807 بلبنان في الولايات المتحدة. انتخب عضو مجلس ولاية نيوهامبشير.